# Keisuke Otoguro
Keisuke Otoguro (jap. 乙黒圭祐 Otoguro Keisuke; ur. 16 listopada 1996) – japoński zapaśnik walczący w stylu wolnym. Olimpijczyk z Tokio 2020, gdzie zajął czternaste miejsce w kategorii 74 kg. Zajął 26 miejsce na mistrzostwach świata w 2018 roku. 
Trzeci w Pucharze Świata w 2018. Piąty na mistrzostwach Azji w 2016.  Trzeci na MŚ kadetów w 2011 i mistrzostwach Azji juniorów w 2016 roku.